# Henrik Mestad

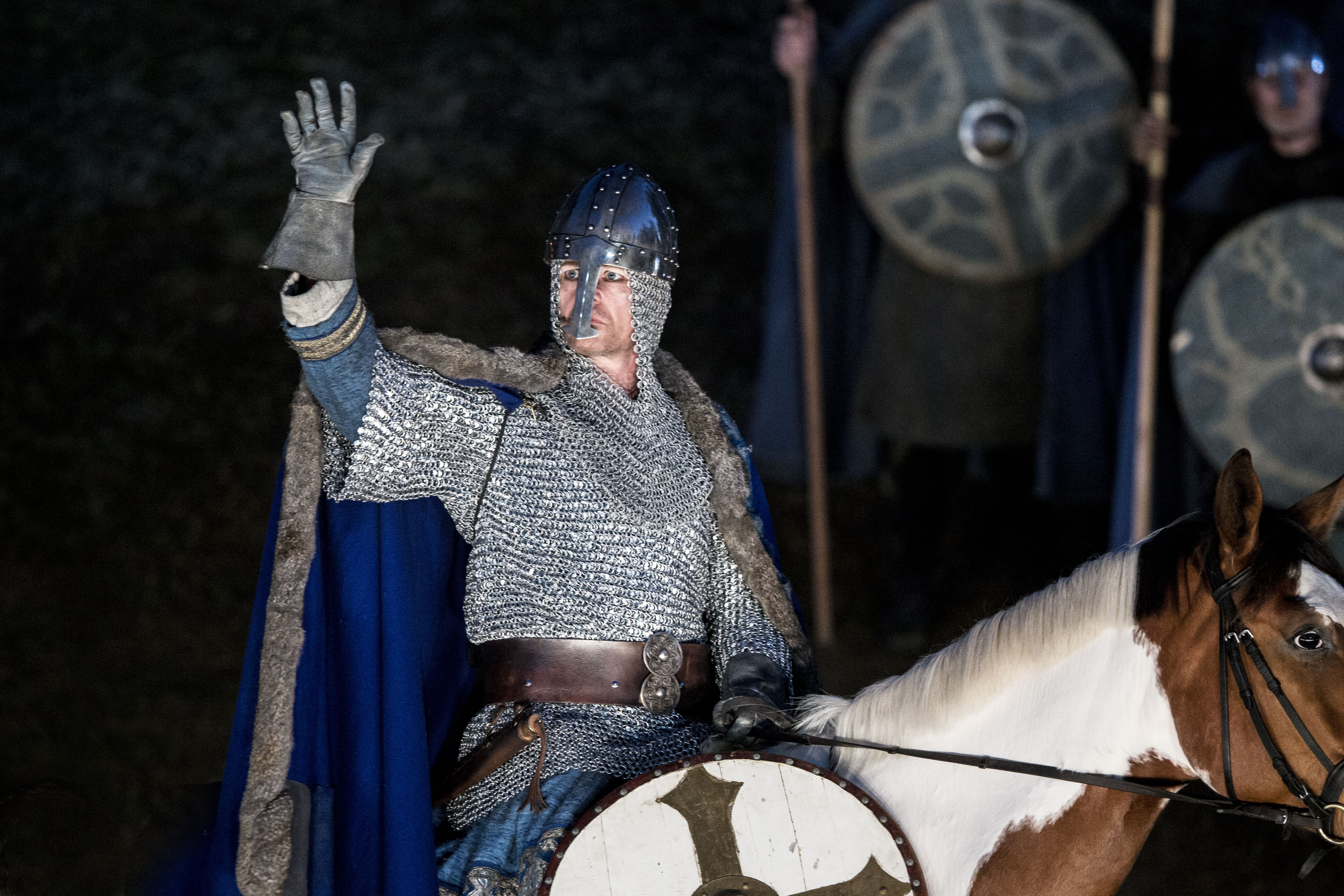
Henrik Mestad als König Olaf II. von Norwegen in Der Heilige Olav, 2013

Henrik Mestad (* 22. Juni 1964 in Oslo) ist ein norwegischer Schauspieler.

## Leben
Mestad studierte von 1988 bis 1991 Schauspiel an der Statens Teaterhøgskole. Im Jahr 1991 begann er für das Nationaltheatret zu arbeiten. Sein Debüt gab er dort als Thorolf in Hærmennene på Helgeland. Es folgten weitere Theaterrollen. Unter anderem spielte er im Jahr 2002 die Hauptrolle in dem von ihm selbst geschriebenen Theaterstück Nansens sønn. Im Jahr 2011 wurde er für seine Arbeit in Faderen beim Theaterpreis Heddaprisen in der Kategorie für die beste männliche Hauptrolle ausgezeichnet. Neben seiner Tätigkeit am Nationaltheatret hatte Mestad unter anderem am Oslo Nye Teater und am Riksteatret Gastengagements.
Neben seiner Arbeit am Theater spielte Mestad in zahlreichen Filmproduktionen mit. Für seine Nebenrolle in Sønner erhielt er bei den beiden norwegischen Filmpreisen Amanda und Kanonprisen die Auszeichnung für die beste Nebenrolle. Im Jahr 2015 erhielt er für seine Nebenrolle im Kinofilm Børning – The Fast & The Funniest erneut eine Amanda. In der Fernsehserie Occupied – Die Besatzung übernahm er in drei Staffeln die Rolle des Ministerpräsidenten Jesper Berg.

## Auszeichnungen
Heddaprisen
- 2011: „Beste männliche Hauptrolle“ (für Faderen)[3]
- 2016: Nominierung in der Kategorie „Bester Schauspieler“ (für Samfunnets støtter)[4]

Amanda
- 2007: „Beste männliche Nebenrolle“ (für Sønner)[5]
- 2015: „Beste männliche Nebenrolle“ (für Børning – The Fast & The Funniest)[6]

Sonstige
- 2006: Kanonprisen, „Beste Nebenrolle“ (für Sønner)[7]
- 2024: Gullruten, Nominierung in der Kategorie „Bester Schauspieler, Humor“ (für Dummedag)[8]

## Filmografie (Auswahl)
- 1992: Lakki
- 1992: Svarte pantere
- 1995: Asylet (Fernsehserie, 7 Folgen)
- 1995: Vestavind (Fernsehserie, 7 Folgen)
- 2000: Soria Moria (Fernsehserie, 6 Folgen)
- 2001: Det største i verden
- 2003: United
- 2006: Die Kunst des negativen Denkens
- 2006: Auf Anfang
- 2006: Sønner – Dunkle Geheimnisse
- 2008: Varg Veum (Fernsehserie, 1 Folge)
- 2009: Orps: The Movie
- 2010: Ein Mann von Welt
- 2011: Jackpot – Vier Nieten landen einen Treffer
- 2012: Kompani Orheim
- 2013–2014: Lilyhammer (Fernsehserie, 5 Folgen)
- 2014: Glassdukkene
- 2014: Børning – The Fast & The Funniest
- 2015–2020: Occupied – Die Besatzung (Fernsehserie, 24 Folgen)
- 2016: Das Löwenmädchen
- 2016–2020: Norsemen
- 2017: Børning 2 – On Ice
- 2018: Conspiracy of Silence (Fernsehserie, 8 Folgen)
- 2018: Wildhexe
- 2018–2022: Hvite gutter (Fernsehserie, 18 Folgen)
- 2020: Asphalt Burning
- 2021: Clue: Maltesergåten
- 2021: Furia (Fernsehserie, 3 Folgen)
- 2021–2024: Pørni (Fernsehserie, 12 Folgen)
- 2022: Sick of Myself
- 2022: Narvik
- 2023: Knekt (Fernsehserie, 6 Folgen)
- 2023: Dummedag (Fernsehserie, 10 Folgen)
- 2024: Hjerte til hjerte (Fernsehserie, 7 Folgen)